# Brefeldia maxima
Brefeldia maxima — вид міксоміцетових амебозоїв родини стемонітових (Stemonitidaceae).

## Етимологія
Рід Brefeldia названо на честь німецького міколога Оскара Брефельда (1839—1925).

## Поширення
Вид поширений в Європі, Азії, Північній Америці та на Маршаллових островах.

## Опис
Зазвичай, росте на трухлявих пнях, стовбурах дерев, опалому листі та іншому рослинному смітті, але може рости і на живих рослинах. Утворює білий, слизовий безформний плазмодій, який не містить хлорофілу та не має цитоплазматичних мембран. Це найбільший плазмодій серед усіх шламових форм у всьому світі. Зазвичай, Brefeldia maxima сягає 4-30 см у діаметрі і товщини 0,5-1,5 см. У Північному Уельсі було знайдено зразок площею близько 1 м², товщиною близько 1 см і вагою 20 кг. Якщо взяти до уваги, що плазмодій є одноклітинною істотою, він також є однією з найбільших клітин у світі.
У пошуках поживних речовин повільно рухається по землі псевдоподіями. При дозріванні на його зовнішній поверхні утворюється коричнево-чорна кірка, а вміст всередині стає іржавого або коричнево-чорного кольору. Характерною особливістю цього виду є наявність клітинних везикулярних пухирців. Одинарна спора жовто-коричнева і має розмір 9-12 мкм. Спори поширюються вітром, а також жуками родини Latridiidae.